# Arrojadita-(SrFe)
L'arrojadita-(SrFe) és un mineral de la classe dels fosfats, que pertany al grup de l'arrojadita. Rep el seu nom del geòleg brasiler Miguel Arrojado Lisbôa, i de la refinició de l'espècie realitzada en el mes d'octubre de l'any 2005 per l'Associació Mineralògica Internacional.

## Característiques
L'arrojadita-(SrFe) és un fosfat de fórmula química {Sr◻}{Fe2+◻}{Ca}{Na₂◻}{Fe132+}{Al}(PO₄)11(HPO₄)(OH)₂. Cristal·litza en el sistema monoclínic. La seva localitat tipus es troba a Hålsjöberg, (Värmland, Suècia). També se n'ha trobat a la mina Cornelia, a Hagendorf (Baviera, Alemanya).
Segons la classificació de Nickel-Strunz, l'arrojadita-(SrFe) pertany a «08.BF: Fosfats, etc. amb anions addicionals, sense H₂O, amb cations de mida mitjana i gran, (OH, etc.):RO₄ < 0,5:1» juntament amb els següents minerals: arrojadita-(KFe), dickinsonita-(KMnNa), sigismundita, arrojadita-(KNa), arrojadita-(PbFe), fluorarrojadita-(BaFe), arrojadita-(NaFe), arrojadita-(BaNa), fluorarrojadita-(KNa), fluorarrojadita-(NaFe), samuelsonita, grifita i nabiasita.